# نیکوناو

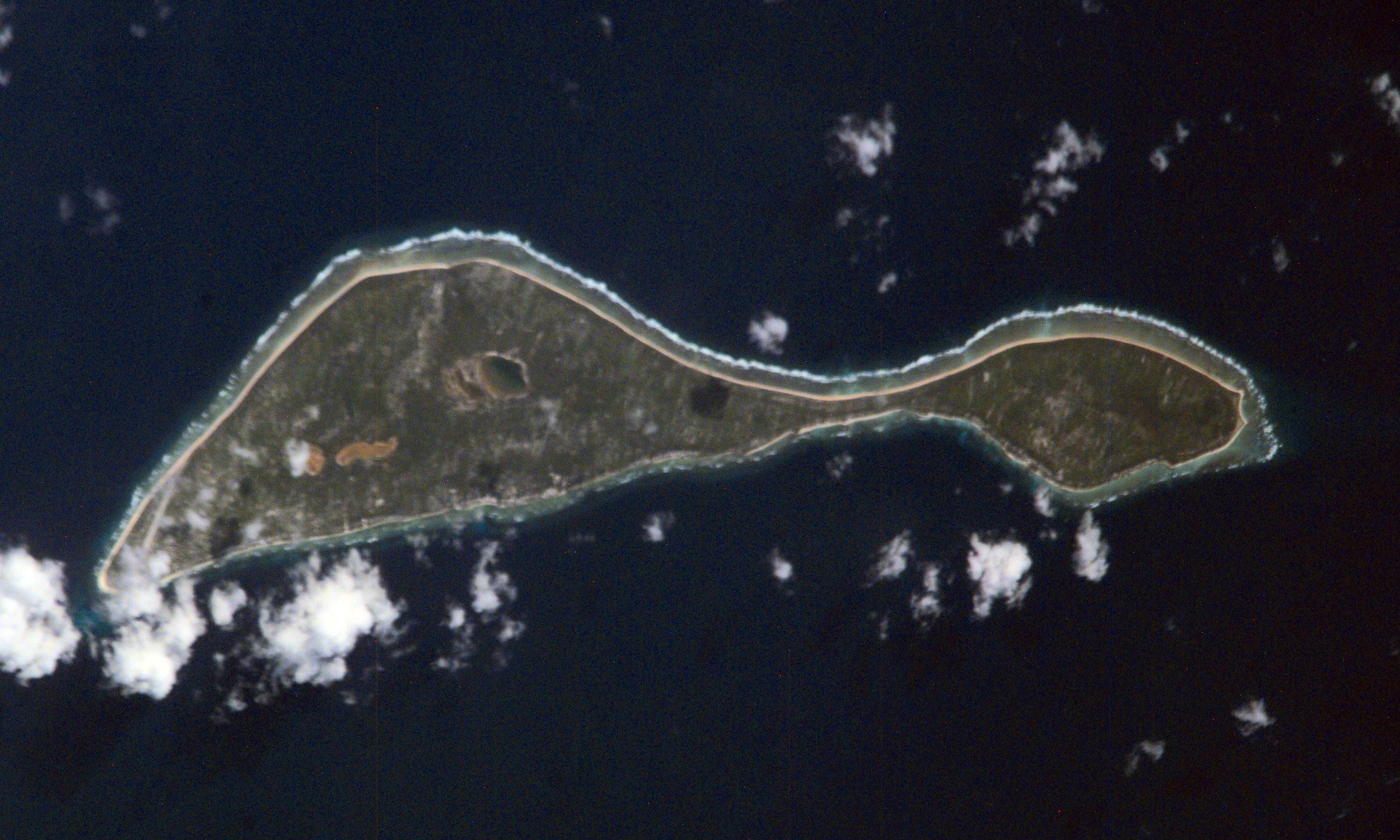
Nikunau Atoll

نیکوناو (انگلیسی: Nikunau) یک جزیره در کیریباتی است که در اقیانوس آرام واقع شده‌است.